# Li Cheng

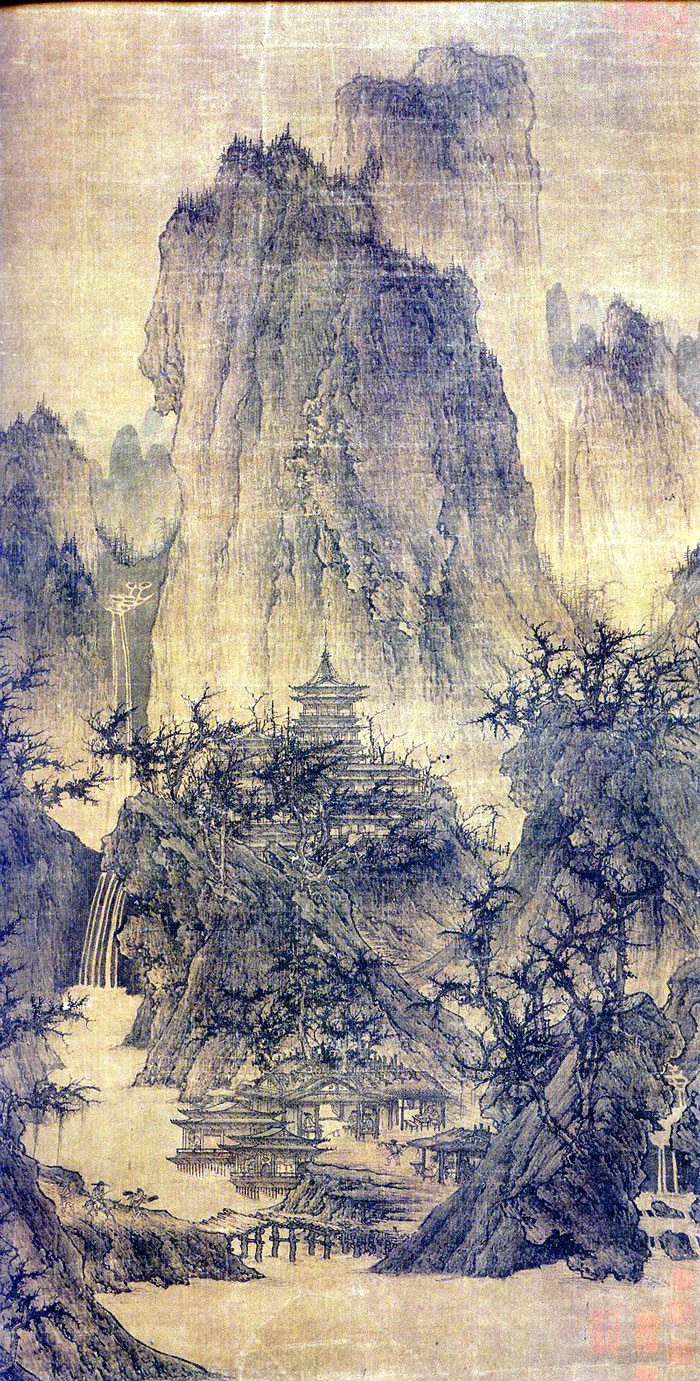
Buddyjska Świątynia w górach 晴峦萧寺. Tusz na jedwabiu. 111,76 x 55,88 cm. Kolekcja Nelson-Atkins Museum of Art

Li Cheng (chiń. upr. 李成; chiń. trad. 李成; pinyin Lǐ Chéng; Wade-Giles Li Ch’eng; ur. 919 – zm. 967) – chiński malarz z Qingzhou (obecnie powiat Weifang w prowincji Shandong), aktywny w okresie Pięciu Dynastii i w początkowym okresie Północnej Dynastii Song. Był dalekim potomkiem cesarskiej rodziny Li (李), która rządziła Chinami jako Dynastia Tang do 907 r.
Starannie wykształcony w zakresie konfucjańskich klasyków, był ideałem artysty-uczonego, żyjącego skromnie i godnie, oddanego studiowaniu przyrody przez swoje prace malarskie. Unikał wysokich stanowisk, a tworzył dla własnej przyjemności
Li Cheng, aktywny w latach 940-967, należy do najwybitniejszych malarzy chińskich; za życia uważany był za najlepszego pejzażystę swoich czasów. Jego prace wywarły znaczny wpływ na późniejszych malarzy, m.in. na jego ucznia Guo Xi. Wraz ze współczesnymi mu konkurentami Fan Kuanem i Guan Tongiem w dużej mierze ukształtował malarstwo pejzażowe okresu Song. Prawdopodobnie nie zachowało się żadne jego oryginalne dzieło; jest w zamian za to wiele kopii wysokiej jakości. 
Li Cheng posługiwał się głównie czarnym tuszem, ostrymi pociągnięciami pędzla tworząc mocne kontury gór, skał, budynków itp. Te kształty wypełniał plamami rozwodnionego tuszu, a następnie delikatnymi kreseczkami, zwanymi cun, nadawał im niezbędną fakturę, aczkolwiek wykraczał poza jej typowe użycie.
Li Cheng tworzył głównie monochromatyczne pejzaże, zwłaszcza jesienne i zimowe, w formie pionowych zwojów. Wybór zimowej, "pustej" scenerii wynika z typowego dla sztuki chińskich uczonych niedopowiedzenia – ważne jest nie to, co widoczne, ale to co zasugerowane (a więc np. następująca po zimie wiosna). Li Cheng pozostawał pod wpływem filozofii neokonfucjańskiej; jego pejzaże są "realistyczne" nie w znaczeniu przedstawiania prawdziwych miejsc jego rodzimej prowincji Shandong, z których czerpał inspirację, lecz w sensie przedstawiania "natury rzeczy", "idei", abstrakcyjnej zasady kształtującej rzeczy (chiń. li – 理), stanowiącej podstawę zjawisk i kształtów naturalnych. 
Idee malarstwa pejzażowego dynastii Song opisał współczesny Li Chengowi Jing Hao w eseju Zapiski o sztuce pędzla (tłum. polskie w A. Zemanek, op.cit).